# Hermann Hoth
Hermann Hoth, nemški general, * 12. april 1885, Neuruppin, † 25. januar 1971, Goslar. Sodeloval je tudi v bitki pri Kursku.

## Napredovanja
- praporščak (27. februar 1904)
- poročnik (27. januar 1905)
- nadporočnik (19. junij 1912)
- stotnik (8. november 1914)
- major (1. januar 1924)
- podpolkovnik (1. februar 1929)
- polkovnik (1. februar 1932)
- generalmajor (1. oktober 1934)
- generalporočnik (1. oktober 1936)
- general pehote (1. november 1938)
- generalpolkovnik (19. julij 1940)

## Odlikovanja
- viteški križ železnega križa (6.; 27. oktober 1939)
- viteški križ železnega križa s hrastovimi listi (25.; 17. julij 1941)
- viteški križ železnega križa s hrastovimi listi in meči (35.; 15. september 1943)
- 1914 železni križec I. razreda (2. avgust 1915)
- 1914 železni križec II. razreda (20. september 1914)
- viteški križev kraljevega pruskega hišnega reda Hohenzollerjev z meči (16. avgust 1918)
- Hamburgisches Hanseatenkreuz
- avstrijski vojaški križec za zasluge 3. razreda z vojno dekoracijo
- turški železni polmesec
- viteški križec kraljevega vojaškega reda za zasluge (Kraljevina Bolgarija)
- Ehrenkreuz für Frontkämpfer
- Wehrmacht-Dienstauszeichnung IV. bis I. Klasse
- Spange zum EK I (27. september 1939)
- Spange zum EK II (21. september 1939)
- Panzerkampfabzeichen in Silber
- red Mihaela Hrabrega III. razreda (6. november 1942)